# Toyota Swiss Open 1982
Toyota Swiss Open 1982 — жіночий тенісний турнір, що проходив на відкритих кортах з ґрунтовим покриттям Lido Club у Лугано (Швейцарія). Належав до Toyota Series в рамках Туру WTA 1982. Тривав з 10 до 16 травня 1982 року. Перша сіяна Кріс Еверт-Ллойд здобула титул в одиночному розряді й отримала за це 18 тис. доларів США.

## Фінальна частина

### Одиночний розряд
Кріс Еверт-Ллойд —  Андреа Темашварі 6–0, 6–3
- Для Еверт-Ллойд це був 4-й титул в одиночному розряді за сезон і 114-й — за кар'єру.

### Парний розряд
Кенді Рейнолдс /  Пола Сміт —  Дженніфер Расселл /  Вірджинія Рузічі 6–2, 6–4

## Розподіл призових грошей
| Дисципліна       | П       | F      | ПФ     | ЧФ     | 1/8    | 1/16 | 1/32 |
| Одиночний розряд | $18,000 | $9,000 | $4,650 | $2,200 | $1,100 | $550 | $275 |